# Basteria
《Basteria》是一份由同儕評審的雙月期刊，由荷蘭貝類學會出版，涵蓋所有軟體動物研究的範疇，始創於1936年。現時本期刊文獻主要以英語發表。

## 歷任總編輯
- Edmund Gittenberger：2000年至今[2]
- Adolph Cornelis van Bruggen（英语：Adolph Cornelis van Bruggen）：上一任總編輯。

本期刊的名稱以18世紀時的荷蘭自然學家Job Baster來命名。

## 外部連結
- 官方网站
- ISSN 0005-6219